# إدغار جيبسون
إدغار جيبسون (بالإنجليزية: Edgar Gibson) هو قسيس ولاعب كرة قدم بريطاني، ولد في 1848 في Fawley, Hampshire ‏ في المملكة المتحدة، وتوفي في 1924 في فارهام ‏ في المملكة المتحدة. لعب مع Wanderers F.C. ‏.